# Dominique Campagna
Le Frère Dominique Campagna, s.c., né Cléophas Campagna (21 mai 1902 à Saint-Paul-de-Chester - 3 janvier 1994 à Québec) était un religieux québécois, membre de la congrégation des Frères du Sacré-Cœur. Il était un éducateur et un directeur d'écoles, l'un des pionniers de la généalogie au Québec, fondateur et directeur de l'Association des familles Campagna, auteur et éditeur de nombreux ouvrages sur la généalogie. Il était aussi reconnu pour ses pageants historiques et pour ses qualités de conteur des légendes québécoises. Il était le fils de Trefflé Campagna et d'Eliza Dancause.

## Vie religieuse
Le 15 août 1917, à l'âge de 15 ans, il devient juvéniste chez les Frères du Sacré-Cœur à Arthabaska. Durant l'année 1918-1919, il fait son noviciat sous la direction du frère Désiré. Le 15 août 1919, il prononce ses premiers vœux temporaires. En 1925, il prononce ses vœux perpétuels. Durant l'année 1957-1958, il a fait son second noviciat à Saint-Anicet.
Sa carrière d'éducateur s'étend de 1919 à 1967 : il est au Saguenay en 1919; à Coaticook en 1920-21; à Sherbrooke de 1921 à 1924; à Asbestos en 1924-1925; à Sherbrooke en 1925-1926; à l’Académie de Victoriaville de 1927 à 1930; à Limoilou, Québec en 1930-1931; à Mont-Joli de 1931 à 1936; à Stadacona, Québec de 1936 à 1944; à Jonquière en 1945-1946; à Limoilou de 1946 à 1951; à Jonquière de 1951 à 1957; à l'Académie du Sacré-Cœur, Cap-de-la-Madeleine, de 1958 à 1962; à l'Académie Pierre Boucher, Cap-de-la-Madeleine, de 1962 à 1967.
En 1967, il s'est retiré au Pavillon André-Coindre du Campus Notre-Dame-de-Foy à Saint-Augustin-de-Desmaures où il fut commissionnaire de 1967 à 1989. En 1969, il se rend à Rome avec son frère Joachim où il rencontre le Pape Paul VI et visite les lieux de pèlerinage. À compter du 4 février 1989 jusqu'à son décès, il était retraité à la Maison provinciale d’Ancienne-Lorette (Sainte-Foy, aujourd'hui Québec).

## Généalogiste
Le frère Dominique avait commencé à faire de la généalogie en 1943, à l’âge de 41 ans. Pendant une dizaine d’années, entre 1961  et 1972, âgé entre 59 et 70 ans, il fréquenta le Palais de justice de Trois-Rivières et/ou les presbytères pour compiler les mariages de 25 vieilles paroisses de l’ancien gouvernement de Trois-Rivières, soit 16 paroisses de la Mauricie et huit paroisses du Centre-du-Québec. À l’exemple des Théophile Pageau, Éloi-Gérard Talbot, Benoît Pontbriand, etc., il voulait compléter le Dictionnaire généalogique des familles canadiennes (Cyprien Tanguay), pour la région trifluvienne au moins jusqu’en 1900, soit jusqu’à ce qu’un chercheur de ce temps puisse remonter facilement à partir de la tradition orale. Il a pratiquement cessé de relever des mariages au moment où il est déménagé au Campus Notre-Dame-de-Foy en 1967. Là, il a continué à publier des répertoires de mariage.
Il a été secrétaire, vice-président et président des sociétés généalogiques de Québec, Chicoutimi et Mauricie. Sommité en généalogie et conférencier recherché, il a fait des voyages où il a représenté le Québec aux États-Unis et en Europe : il a donné des conférences sur les familles québécoises à Salt Lake City, puis en septembre 1976 à Londres et Paris au Congrès international des associations des familles et de généalogie. Il a donné sa dernière conférence en mai 1989 à Trois-Rivières, à l'âge de 87 ans, lors du 10e anniversaire de la Société de généalogie de la Mauricie et des Bois-Francs.
Paroisses compilées et publiées par le frère Dominique :
- 1953 : Notre-Dame-de-Québec
- 1961 : Saint-Valère (1860-1960)
- 1962 : Champlain  (1680-1915)[1], Cap-de-la-Madeleine (Sainte-Madeleine 1673-1920), Batiscan (1682-1900), Sainte-Anne-de-la-Pérade (1684-1900)
- 1963 : Trois-Rivières (Immaculée-Conception 1654-1900), Saint-Prosper-de-Champlain (1850-1950), Sainte-Geneviève-de-Batiscan (1727-1900)
- 1964 : Saint-Luc-de-Vincennes (1864-1964), Bécancour (1716-1914), Gentilly (1784-1915), Saint-Grégoire  (1803-1946)[2]
- 1965 : Saint-Pierre-les-Becquets (1734-1915), Louiseville (1714-1941), Sainte-Monique  (1844-1965)[3]
- 1966 : Maskinongé (1728-1966), Pointe-du-Lac (1744-1966), Sainte-Gertrude (1849-1920), Yamachiche (1725-1960), Lavaltrie
- 1967 : Sainte-Angèle-de-Laval (1870-1960), Saint-Narcisse 1854-1967), Saint-Léon-le-Grand (1802-1963), Saint-Stanislas (1787-1966)
- 1968 : Saint-Tite (1859-1959)
- 1972 : Saint-Paul-de-Chester (1860-1970), Berthier
- 1989 : une partie du comté de Vaudreuil

Comme éditeur, il a aussi publié les 19 répertoires suivants :
- 1964 : Répertoire des mariages de Nicolet (1719-1960), par Alphonse Allard; Répertoire des mariages de la paroisse de Saint-Grégoire-le-Grand, comté de Nicolet (1803-1946), par Alphonse Allard
- 1965 : Mariages de la paroisse Saint-Célestin, comté de Nicolet (1851-1964), par Wilfrid Bergeron; Répertoire des mariages de Sainte-Monique de Nicolet (1844-1965), par Antonio Morin
- 1966 : Répertoire des mariages de la paroisse Saint-Anicet, comté Huntingdon (1818-1966), par Jean-Benoît Charette
- 1967 : Répertoire des mariages de Iberville (1823-1965), par Adrien Hamel; Répertoire des mariages de la paroisse Saint-Stanislas-de-Kostka, comté Beauharnois (1847-1967), par Jean-Benoît Charrette
- 1968 : Mariages de Sainte-Agnès de Dondee, diocèse de Valleyfield (1861-1967), par Jean-Benoît Charette
- 1971 : Répertoire des mariages de Saint-Joseph de Soulanges, Les Cèdres, par Jean-Benoît Charrette; Répertoire des mariages de Valleyfield, Salaberry (1855-1970) : les dix paroisses de Salaberry de Valleyfield : 12,800 mariages, par Jean-Benoît Charrette; Répertoire des mariages catholiques du comté Wolfe, Cantons de l'Est : 19 paroisse et 1 mission (du début à 1950)
- 1972 : Répertoire des mariages catholiques du comté Stanstead, Cantons de l'Est : 19 paroisses (du début à 1950); Répertoires des mariages des paroisses de Saint-Timothée (1823-1971) et Saint-Louis-de-Gonzague (1847-1971), par Jean-Benoît Charette
- 1973 : Sainte-Madeleine de Rigaud (1802-1972), par Jean-Benoît Charrette; Répertoire des mariages de Saint-Michel de Vaudreuil (1773-1972), par Jean-Benoît Charrette; Répertoire des mariages de Côteau-du-Lac : Saint-Ignace (1833-1972), Côteau Station : Saint-Médard (1895-1972), Côteau Landing : Ste-Marie du Rosaire (1958-1972), Dorion : Sainte Trinité (1924-1972), Saint-Jean-Baptiste (1949-1972), Pointe des Cascades : St-Pierre (1946-1972), Hudson : Saint-Thomas d'Aquin (1899-1972) : paroisses des comtés Vaudreuil et Soulanges, diocèse de Valleyfield, par Jean-Benoît Charrette
- 1974 : Répertoires des mariages catholiques du comté Arthabaska, Cantons de l'Est : 17 paroisses, plus les missions (du début 1840 à 1925); Répertoire des mariages catholiques du comté de Sherbrooke (du début à 1970)
- 1975 : Répertoire des mariages catholiques du comté de Mégantic, Cantons de l'Est : 20 paroisses (du d/but 1845 à 1925)

Titre d'ascendance du frère Dominique :
- 1- Mathias Campagna 1626-1714 marié à Suzanne Aubineau en 1667
- 2- Charles Campagna 1668-1737 marié à Madeleine Blouin en 1692
- 3- Jacques Campagna 1698-1760 marié à Eliza Morin en 1731
- 4- Jacques Campagna 1737-     marié à Marie Michon en 1754
- 5- Jean-Baptiste Campagna 1773-1848 marié à Rosalie Desrosiers
- 6- Étienne Campagna 1802-1880 marié à Marguerite Fournier en 1826
- 7- Jean Campagna 1832-1925 marié à Eléonore Boisjoli en 1853
- 8- Trefflé Campagna 1873-1943 marié à Eliza Dancause en 1897
- 9- Cléophas (Frère Dominique) 1902-1994

## Pageants
Il est l'auteur de pageants historiques qu'il présenta à Jonquière, Arthabaska, Bersimis, Saint-Joseph de la Rive (1960), Saint-Patrice de Tingwick (1960), Saint-Valère (1961) et aux Éboulements. Ils sont qualifiés de «remarquables».

## Botanique
Le frère Dominique était passionné par la botanique et les sciences naturelles. En 1926, il fit ses premiers apprentissages au Collège de Victoriaville avec le frère Basilianus. Plus tard, il s’intéressa aux sciences naturelles avec Georges Maheu. De 1965 à 1985, il enseigne la botanique aux jeunes campeurs du Camp le Manoir, aux Éboulements. Il fonde des Cercles de Jeunes Naturalistes à Stadaconna et Mont-Joli.

## Honneurs
- 24 novembre 1962 : Mérite scolaire de la province de Québec, 2e degré,
- Médaille de Pie IX pour aide et secours aux zouaves pontificaux
- Médaille du tricentenaire des Trois-Rivières
- l967 : Médaille du Centenaire de la Confédération pour services rendus à la Patrie
- Généalogiste émérite de la Société de généalogie de la Mauricie et des Bois-Francs
- 1990 : Grand Chevalier de l'Ordre de la seigneurie des Éboulements (Camp le Manoir)

## Publications
- La Généalogie des Familles Campagna et Dancause, 1947
- La Généalogie des Familles Campagna, 1968
- 100 actes notariés des Familles Campagna
- Histoire de ma famille
- Saint-Paul de Chester
- Son autobiographie: Souvenirs du jeune âge 1902-1917
- Son autobiographie: Frère Dominique 1917 à aujourd’hui
- Biographie de Jacques Campagna
- Biographie de Jean Campagna
- Biographie du Père Émile Campagna
- Biographie du Frère Louis-Gérard Campagna
- Biographie de l’abbé Joseph Campagna
- Biographie de Trefflé Campagna et Éliza Dancause
- Histoire de St-Hilarion, St-Irénée, Les Éboulements, Ile aux Coudres
- Programmes des rassemblements annuels des familles Campagna
- Connaissez-vous nos deux ancêtres
- 261 bulletins de l’Association des familles Campagna (27 ans)
- et de nombreux autres ouvrages sur les Campagna et autres familles
- des dizaines de répertoires de mariages

## Hommages
La rue Dominique-Campagna a été nommée en son honneur dans l'ancienne ville de Sainte-Foy, en 1998, maintenant présente dans la ville de Québec.

## Pour approfondir